# Nagy Imre-mellszobor (Csíkszereda)

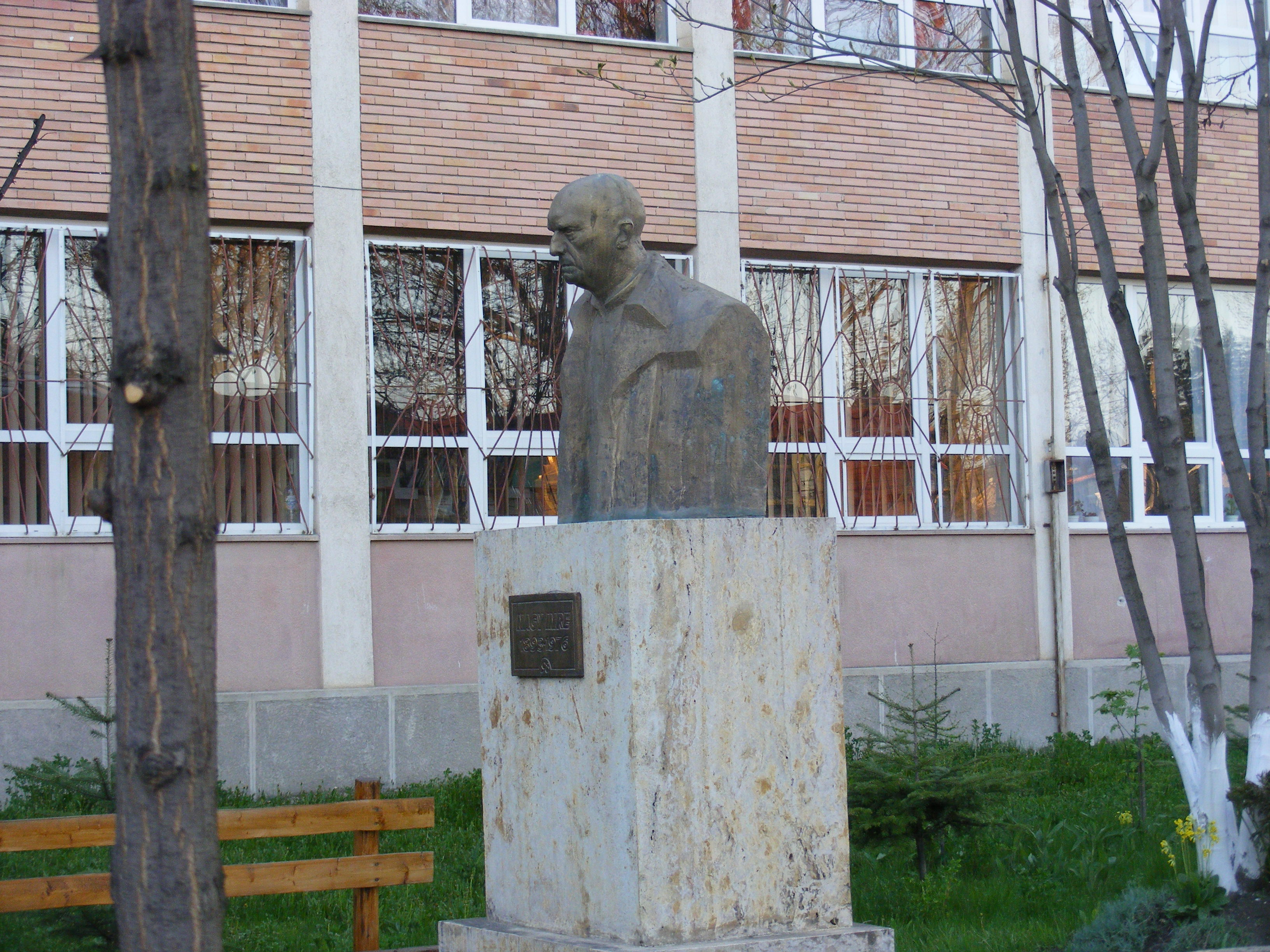
A mellszobor

A Nagy Imre-mellszobor Nagy Imre (1893–1976) festőművészt ábrázoló bronzból készült mellszobor Csíkszeredában, Erdélyben.
Jelenleg a festőművészről elnevezett iskola (Nagy Imre Általános Iskola) udvarán, a tanintézmény főbejárata előtt található. Az alkotást Vetró Artúr szobrászművész készítette Kolozsváron, amikor a festő Nagy Imre nyolcvanéves volt.
A szobor 1997-ben foglalta el jelenlegi helyét. Felületkezelése tökéletesen megfelelt az öntési eljárás követelményeinek. Sehol sem található rajta egy negatív forma.
Az alkotást 1998 májusában avatták fel ünnepélyes keretek között. Az szoboravatáson jelen volt özv. Kurucz Istvánné, Nagy Imre unokahúga, – a köztudatban – „nevelt lánya” is.
A mellszobrot a Csíki Székely Múzeum ajánlotta fel a városnak.